# 松平基知
松平 基知（まつだいら もとちか）は、江戸時代前期から中期にかけての大名。陸奥国白河藩の第2代藩主。官位は従四位下・侍従、大和守。結城松平家3代。

## 生涯
初代藩主・松平直矩の次男として誕生。元禄8年（1695年）、直矩が死去し、家督を相続する。 
元禄17年/宝永元年（1704年）、湧井の清水において雨乞いの大祈祷を挙行する。宝永2年（1705年）には江戸本所での浚渫、宝永7年（1710年）には江戸城吹上御殿の手伝普請をそれぞれ命ぜられ、藩財政が逼迫した。
正徳2年（1712年）3月、弟の知清に1万石を分与し、白河新田藩を立藩させた。藩財政改善のため、土岐半之丞を執政としこれにあたらせた。半之丞は杉浦徳左衛門を郡奉行に任じ厳しい取立てを行わせたところ、享保4年（1719年）には全藩規模の百姓一揆が発生し、半之丞と徳左衛門は失脚した。
享保14年（1729年）、江戸藩邸で死去した。享年51。養子に迎えていた知清の子・義知（甥、後の明矩）が跡を継いだ。

## 式部正宗
転封が続いた先代に続き、上記のように手伝い普請や分知のために藩財政はさらに窮乏していたが、以後同家の家宝として伝来した名刀「式部正宗」は基知が大金で購入したものである。
式部正宗は当初中村一氏（式部少輔）が所持していたが、榊原康政（式部大輔）の手に渡り将軍家に献上された。そこでこの名がついたとされる。売却された経緯は不明だが、正徳2年（1712年）に2729両で購買したとされる。
昭和10年（1935年）重要美術品に認定されたが、昭和20年（1945年）の東京大空襲の際、大久保の松平邸所蔵庫が焼夷弾を受け、鎌倉時代以来の結城家の古文書や名槍「御手杵」などと共に被災し焼失した。

## 系譜
- 父：松平直矩（1642-1695）
- 母：田中氏
- 嫡母：丁 - 東園基賢の娘
- 正室：有馬頼元の娘
- 継室：東園基雅の娘
- 養子
  - 男子：松平明矩（1713-1749） - 松平知清の長男
  - 女子：榊原政岑正室 - 松平知清の娘

## 偏諱を受けた人物
- 松平知清（実弟）
- 松平義知（甥（知清の長男）で養嗣子、のち明矩）